# L'Ambroisie
L'Ambroisie es un restaurante francés localizado en la ciudad de París, fundado por el chef Bernard Pacaud y dirigido ahora por su hijo Mathieu, el cual ha mantenido tres estrellas Michelin durante más de treinta años. El nombre del restaurante proviene de la mitología griega y significa "fuente de inmortalidad".

## Historia
Pacaud, fundador del restaurante, comenzó a cocinar en 1962 cuando era un adolescente como aprendiz en el famoso restaurante de la chef Eugénie Brazier Col de la Luère, situado a 20 kilómetros de Lyon. Animado por Brazier, en 1976 empezó a trabajar con Claude Peyrot, el chef y propietario del Vivarois (un restaurante de tres estrellas Michelin) en la avenida Víctor Hugo de París. En 1986 abrió L'Ambroisie en la plaza de los Vosgos y obtuvo tres estrellas Michelin en 1988, las que ha mantenido desde entonces.
Bernard Pacaud heredó el restaurante a su hijo Mathieu en 2012, aunque sigue ligado profesionalmente al establecimiento. En noviembre de 2015 Barack Obama cenó con François Hollande y John Kerry en L'Ambroisie.